# Goussainville
Goussainville és un municipi francès, situat al departament de Val-d'Oise i a la regió de Illa de França. L'any 2007 tenia 30.310 habitants.
Forma part del cantó de Goussainville, del districte de Sarcelles i de la Comunitat d'aglomeració Roissy Pays de France.

## Demografia

### Població
El 2007 la població de fet de Goussainville era de 30.310 persones. Hi havia 9.434 famílies, de les quals 1.978 eren unipersonals (721 homes vivint sols i 1.257 dones vivint soles), 2.018 parelles sense fills, 4.363 parelles amb fills i 1.075 famílies monoparentals amb fills.
La població ha evolucionat segons el següent gràfic:
Habitants censats

### Habitatges
El 2007 hi havia 10.202 habitatges, 9.673 eren l'habitatge principal de la família, 15 eren segones residències i 514 estaven desocupats. 6.441 eren cases i 3.485 eren apartaments. Dels 9.673 habitatges principals, 5.659 estaven ocupats pels seus propietaris, 3.840 estaven llogats i ocupats pels llogaters i 174 estaven cedits a títol gratuït; 405 tenien una cambra, 998 en tenien dues, 2.579 en tenien tres, 2.847 en tenien quatre i 2.845 en tenien cinc o més. 5.265 habitatges disposaven pel capbaix d'una plaça de pàrquing. A 5.073 habitatges hi havia un automòbil i a 2.588 n'hi havia dos o més.

### Piràmide de població
La piràmide de població per edats i sexe el 2009 era:
| Homes | Edats   | Dones |
| ----- | ------- | ----- |
| 4     | 95 o +  | 4     |
| 20    | 90 a 94 | 52    |
| 60    | 85 a 89 | 80    |
| 52    | 80 a 84 | 132   |
| 200   | 75 a 79 | 312   |
| 272   | 70 a 74 | 396   |
| 444   | 65 a 69 | 476   |
| 496   | 60 a 64 | 536   |
| 712   | 55 a 59 | 560   |
| 928   | 50 a 54 | 900   |
| 1.028 | 45 a 49 | 932   |
| 944   | 40 a 44 | 1.008 |
| 972   | 35 a 39 | 1.048 |
| 876   | 30 a 34 | 1.004 |
| 1.020 | 25 a 29 | 1.024 |
| 1.171 | 20 a 24 | 1.000 |
| 1.177 | 15 a 19 | 1.156 |
| 1.156 | 10 a 14 | 1.193 |
| 1.132 | 5 a 9   | 1.096 |
| 976   | 0 a 4   | 848   |

## Economia
El 2007 la població en edat de treballar era de 20.171 persones, 13.974 eren actives i 6.197 eren inactives. De les 13.974 persones actives 11.672 estaven ocupades (6.439 homes i 5.233 dones) i 2.302 estaven aturades (1.091 homes i 1.211 dones). De les 6.197 persones inactives 1.132 estaven jubilades, 2.507 estaven estudiant i 2.558 estaven classificades com a «altres inactius».

### Ingressos
El 2009 a Goussainville hi havia 9.454 unitats fiscals que integraven 31.434 persones, la mediana anual d'ingressos fiscals per persona era de 14.398 €.

### Activitats econòmiques
Dels 1.087 establiments que hi havia el 2007, 7 eren d'empreses extractives, 16 d'empreses alimentàries, 8 d'empreses de fabricació de material elèctric, 1 d'una empresa de fabricació d'elements pel transport, 42 d'empreses de fabricació d'altres productes industrials, 187 d'empreses de construcció, 309 d'empreses de comerç i reparació d'automòbils, 132 d'empreses de transport, 68 d'empreses d'hostatgeria i restauració, 24 d'empreses d'informació i comunicació, 28 d'empreses financeres, 37 d'empreses immobiliàries, 101 d'empreses de serveis, 77 d'entitats de l'administració pública i 50 d'empreses classificades com a «altres activitats de serveis».
Dels 298 establiments de servei als particulars que hi havia el 2009, 4 eren oficines de correu, 5 oficines bancàries, 4 funeràries, 32 tallers de reparació d'automòbils i de material agrícola, 4 tallers d'inspecció tècnica de vehicles, 6 autoescoles, 41 paletes, 19 guixaires pintors, 20 fusteries, 22 lampisteries, 20 electricistes, 31 empreses de construcció, 14 perruqueries, 4 veterinaris, 2 agències de treball temporal, 51 restaurants, 13 agències immobiliàries, 4 tintoreries i 2 salons de bellesa.
Dels 81 establiments comercials que hi havia el 2009, 1 era, 3 supermercats, 2 grans superfícies de material de bricolatge, 1 una gran superfície de material de bricolatge, 17 botiges de menys de 120 m², 17 fleques, 7 carnisseries, 1 una botiga de congelats, 2 llibreries, 12 botigues de roba, 3 sabateries, 3 botigues d'electrodomèstics, 1 una botiga d'electrodomèstics, 3 botigues de material esportiu, 2 drogueries, 2 perfumeries, 1 una perfumeria i 3 floristeries.
L'any 2000 a Goussainville hi havia 3 explotacions agrícoles que ocupaven un total de 633 hectàrees.

## Equipaments sanitaris i escolars
El 2009 hi havia 1 centre de salut, 10 farmàcies i 1 ambulància.
El 2009 hi havia 8 escoles maternals i 13 escoles elementals. A Goussainville hi havia 4 col·legis d'educació secundària i 1 liceu d'ensenyament general. Als col·legis d'educació secundària hi havia 1.934 alumnes i als liceus d'ensenyament general 1.283.

## Poblacions més properes
El següent diagrama mostra les poblacions més properes.